# Castelões (Guimarães)
Castelões ist ein Ort und eine ehemalige Gemeinde (Freguesia) im Norden Portugals.
Castelões gehört zum Kreis Guimarães im Distrikt Braga. Die Gemeinde hatte eine Fläche von 3,6 km² und 310 Einwohner (Stand 30. Juni 2011).
Am 29. September 2013 wurden die Gemeinden Castelões und Arosa zur neuen Gemeinde União das Freguesias de Arosa e Castelões zusammengeschlossen.